# Dracontolestes
Dracontolestes — рід вимерлих комахоїдних ссавців родини Mixodectidae. Він відомий лише з фрагмента скам'янілої нижньої щелепи, знайденого в каньйоні Драгон, штат Юта.
У роду є лише один відомий вид, Dracontolestes aphantus.